# Манумисија
Манумисија (лат. manumissio) ја чин којим у робовласничким друштвима роб, по правилу вољом свог господара, добија слободу.